# 白塀町
白塀町（しらへいちょう）は、愛知県名古屋市西区の地名。

## 歴史

### 沿革
- 1878年（明治11年）12月28日 - 巾下白壁町を改称し、名古屋区白塀町が成立[3]。
- 1889年（明治22年）10月1日 - 名古屋市成立により、同市白塀町となる[3]。
- 1908年（明治41年）4月1日 - 西区編入により、同区白塀町となる[3]。
- 1980年（昭和55年）10月12日 - 西区花の木一丁目・花の木二丁目・花の木三丁目にそれぞれ編入され消滅[3]。

## 施設
- 時習館

1774年（安永3年）から1870年（明治3年）12月まで存在。尾張藩国家老の志水氏により開かれた。